# 北風の子守唄
「北風の子守唄」（きたかぜのこもりうた）は、松山千春が2004年11月17日にリリースした56枚目のシングルである。

## 解説
表題曲「北風の子守唄」は、北海道文化放送『のりゆきのトークDE北海道』テーマ曲として使用された。

## 収録曲
| 全作詞・作曲: 松山千春、全編曲: 夏目一朗。 |                                |          |            |      |
| #                                          | タイトル                       | 作詞     | 作曲・編曲 | 時間 |
| 1.                                         | 「北風の子守唄」               | 松山千春 | 松山千春   | 4:32 |
| 2.                                         | 「山の向こう -unplugged-」     | 松山千春 | 松山千春   | 5:00 |
| 3.                                         | 「北風の子守唄」(Instrumental) | 松山千春 | 松山千春   | 4:31 |
| 合計時間:                                  | 合計時間:                      | 14:03    |            |      |